# Kotekere, Kunigal
Kotekere là một làng thuộc tehsil Kunigal, huyện Tumkur, bang Karnataka, Ấn Độ.